# Lymania spiculata
Lymania spiculata là một loài thực vật có hoa trong họ Bromeliaceae. Loài này được Leme & Forzza mô tả khoa học đầu tiên năm 2001.